# Lego big morl
LEGO BIG MORL（レゴ ビッグ モール）は、2006年に結成された日本のロックバンドである。所属レコード会社は日本クラウン、所属事務所は株式会社LAIKA。略称は「レゴ」。

## メンバー
- カナタタケヒロ（1984年5月24日 - ）
  - 本名：金田健大。ボーカル、ギター担当。
  - 愛称はキンタ。主に作曲を担当。
  - 立ち位置は真ん中。
  - 愛用ギターはストラトキャスターのボディにテレキャスターのパーツを乗せたオーダーメイド｢SLIP!｣、リッケンバッカー、Gibson Les paul。
- タナカヒロキ（1984年10月25日 - ）
  - 本名：田中宏樹。ギター、作詞、MC担当。
  - 愛称はヒロキ。
  - 立ち位置は上手側。2018年まではカナタとポジションが逆であった(このパターンは、The band apartで他の例が認められている)。
  - 愛用ギターはGiffin、GibsonSG。2021年より、fenderのピンク色のストラトキャスターをメイン機として使用している。MVではGibsonSGを使用することが多い。
  - ゲスト出演したラジオで曲を流すほどB'zの大ファンである。
- ヤマモトシンタロウ（1984年10月18日 - ）
  - 本名：山本真太郎。ベース、コーラス担当。
  - 愛称はシンタロウ。リーダーを務める。4thアルバムNEW WORLDから、本格的に作曲に携わるようになる。
  - ブログなどでは自身を｢〜ビックモール｣と話題に合わせたあだ名で呼んでいる。
  - 立ち位置は向かって左。左利きであり、左利き用のベースを使っている。MCでは主に告知を担当。
  - 愛用ベースはFenderジャズベース。

### 旧メンバー
- アサカワヒロ（1984年11月10日 - ）
  - 本名：浅川大。ドラム担当。
  - 愛称はだいちゃん。
  - ドラムはRogersを使用。初期の頃はpearlを使用していた。
  - 2019年9月14日脱退を発表。ライブではヒトリエのドラマーゆーまおのサポートを経て、現在はUNCHAINのドラマー吉田昇吾をサポートドラマーとして迎え、活動している。

## 来歴
- 2006年
  - 3月、大阪にて活動を開始。
  - 7月30日、『1st demo』をライブ会場限定で販売。
- 2007年
  - 3月、初のツアーを東京、横浜、茨城、群馬で行う。
  - 8月、無料音源『テキーラグッバイ』をライブ会場で配布。
- 2008年
  - 2月9日、『2nd demo』をライブ会場限定で販売。
  - 4月22日、TSUTAYAにて、6月30日までの期間限定で『ワープ』1曲収録CDの無料レンタルを開始。
  - 5月1日、限定生産シングル『moonwalk for a week』をタワーレコード限定販売。
  - 6月11日、ミニアルバム『Tuesday and Thursday』を発表。
  - 12月10日、1stシングル「Ray」を発表。
- 2009年
  - 1月28日、1stフルアルバム『Quartette Parade』でメジャーデビュー。
  - 3月1日から5月1日まで、メジャーデビュー後初となるライブツアー「live tour 2009 "Quartette Parade"」を開催。
  - 5月15日から6月13日（5月24日の大阪公演の振り替え）まで、ワンマンライブツアー「live tour 2009 "Quartette Parade" ワンマンライヴ」を開催。
  - 7月22日、2ndシングル『溢れる』を発表。
  - 10月19日、初となるフリーライブ「lego big morl FREE LIVE "Thanks Giving"」をSHIBUYA-AXにて開催。
- 2010年
  - 7月1日、3rdシングル「ドリルドリル」のフリーダウンロード開始、そのリリースライブ「ドリルドリル release live『3→4→2』」を渋谷CLUB QUATTROにて開催。
  - 8月18日、4thシングル「バランス」をタワーレコード限定でリリース。
  - 9月1日、2ndフルアルバム『Mother ship』を発表。
  - 9月10日から10月24日まで、「lego big morl Mother ship tour 対バンライブツアー」を開催。
  - 11月3日から12月3日まで、「lego big morl Mother ship tour ワンマンライブツアー」を開催。
- 2011年
  - 5月1日、5thシングル「Flowers」のフリーダウンロード開始（lego big morl mail news会員限定）。
  - 5月15日から5月28日まで、「lego big morlサツキとメイのレゴバスツアー2011」を開催。
  - 9月8日、Ustreamにて、Sutdio liveを配信。
  - 11月11日、Ustreamにて、lego big morlツアー前夜祭特番「lego big TV」vol.0〜アルバム『Re:Union』発売まであと26日!スペシャル〜を配信（MC:藤田琢巳）。
  - 11月12日から12月6日まで、ワンマンライブツアー「lego big morl 4Union TOUR 2011」を開催。
  - 11月16日、『for Flowers』をタワーレコード限定でリリース。
  - 12月7日、3rdアルバム『Re:Union』を発表。レミオロメンの前田啓介がプロデューサーとして制作にあたった。
  - 12月9日、Ustreamにて、lego big morl 3rd Album 『Re:Union』発売記念特番「lego big TV」vol.1 〜 “4Union TOUR 2011”打ち上げスペシャル！〜を配信（MC:藤田琢巳/ゲスト:前田啓介(レミオロメン),成瀬篤志(カミナリグモ),橋本塁）。
- 2012年
  - 1月20日、Ustreamにて、「lego big TV」vol.2〜“Re:Union TOUR 2012” 対バンゲストと新年会スペシャル！〜を配信（MC:藤田琢巳/ゲスト:桃野陽介&松下省伍(MONOBRIGHT),成瀬篤志(カミナリグモ)）。
  - 2月1日から2月6日まで対バンライブツアー「lego big morl Re:Union tour 2012」を開催。
  - 3月5日から3月16日までワンマンライブツアー「lego big morl Re:Union tour 2012」を開催。
  - 5月29日に大阪、6月18日に東京にて、「lego big morl "Thanks Giving"vol.2/vol.3」を開催。
  - 11月14日、6thシングル「knock to me」の配信スタート。
  - 11月15日から11月30日まで、ワンマンライブツアー「lego big morl Autumn Tour 2012 "Something New" 」を開催。
  - 11月15日、『knock to me』をライブ会場限定でリリース。
- 2013年
  - 2月、タナカヒロキ(Gt)が不慮の事故により右手首を骨折。神経の手術も必要とする大怪我により療養とリハビリのため表立ったバンド活動一時休止を余儀なくされる。すでに決まっていた2月〜3月のイベントはタナカ以外の3人編成で出演。ここから、バンドの進化系となる新たなサウンドを求め、楽曲制作に没頭。
- 2014年
  - 1月22日、7thシングル「Wait?」の配信スタート。
  - 1月24日、「lego big morl “Thanks Giving” vol.5 」を親交の深いflumpoolをゲストバンドに迎えて開催。
  - 3月8日、アーティスト名をすべて大文字のLEGO BIG MORLに変更するとともに、A-Sketchへの移籍を発表。
  - 4月30日、8thシングル「RAINBOW」リリース。
  - 10月22日、4thフルアルバム『NEW WORLD』リリース。
- 2015年
  - 6月17日、9thシングル「Strike a Bell」リリース。
- 2016年
  - 1月29日、10thシングル「end-end」リリース。
  - 3月28日、結成10周年を迎える。
  - 6月22日、結成10周年を記念したベストアルバム｢Lovers,Birthday,Music｣リリース。
- 2017年
  - 3月28日、新木場STUDIO COASTにて10周年の締めくくりとして10th anniversary special liveを行う。
  - 3月29日、5thフルアルバム｢心臓の居場所｣リリース。
  - 11月21日、シングル｢一秒のあいだ｣リリース。映画デメキンの主題歌として製作された。
- 2018年
  - 5月16日、シングル｢命短し挑めよ己｣リリース。
  - 5月20日から8月14日まで、｢LEGO BIG MORL~Acoustic & Rock~ tour｣を開催。
- 2019年
  - 4月2日、株式会社LAIKA設立。
  - 4月17日、6thアルバム｢KEITH｣リリース。
  - 9月14日にアサカワヒロ（Dr）の脱退を発表。以降のライヴはサポート・ドラマーを迎えて行われている。
- 2020年
  - 9月16日、7thフルアルバム｢気配｣リリース。
- 2021年
  - 3月28日、シングル｢潔癖症｣リリース。
  - 8月25日、シングル｢愛を食べた｣リリース。
- 2022年
  - 1月11日、日本クラウンより再メジャーデビュー。
  - 3月16日、結成15周年イヤー記念フルアルバム、｢kolu_kokolu｣をリリース。
  - 3月21日、結成15周年SPECIAL LIVEをなんばHatchにて開催。
  - 12月14日、シングル｢bubble｣、ライブアルバム｢LEGO BIG MORL 15th anniversary SPECIAL LIVE in なんば｣同時リリース。

## ディスコグラフィー

### デモなど
|                         | リリース日    | タイトル            | 規格品番   | オリコン最高位 |
| ----------------------- | ------------- | ------------------- | ---------- | -------------- |
| ライブ会場限定販売      | 2006年7月30日 | 1st demo            |            |                |
| ライブ会場限定配布      | 2007年8月1日  | テキーラグッバイ    |            |                |
| ライブ会場限定販売      | 2008年2月9日  | 2nd demo            |            |                |
| TSUTAYA限定無料レンタル | 2008年4月22日 | ワープ              |            |                |
| タワーレコード限定発売  | 2008年5月1日  | moonwalk for a week | XQEV-91001 | 59位           |

### シングル
|      | 発売日         | タイトル       | 規格                   | 規格品番                       | 備考 |
| ---- | -------------- | -------------- | ---------------------- | ------------------------------ | --- |
| 1st  | 2008年12月10日 | Ray            | 12cmCD                 | XNOR-30003                     | - タワーレコード・TSUTAYA限定販売、3ヶ月限定生産 - フジテレビ系土曜ドラマ『赤い糸』挿入歌 - 松竹配給映画『赤い糸』挿入歌 - オリコン最高41位、登場回数8回 |
| 2nd  | 2009年7月22日  | 溢れる         | CD+DVD                 | AVCO-36015/B（初回盤）         | - 初回盤のみ特殊パッケージ - 初回盤には、2009年5月29日の赤坂BLITZの公演からライブ映像5曲を収録したDVDが付加 - 大塚製薬POCARI SWEAT presents 日本テレビ系列全国27局ネット番組『ブカツの天使』6・7月度テーマソング - 日本テレビ放送網系『サプライズ』内放送『がんばれ!ブカツの天使』6・7月度テーマソング - オリコン最高47位 |
| 2nd  | 2009年7月22日  | 溢れる         | 12cmCD                 | AVCO-36016（通常盤）           | - 初回盤のみ特殊パッケージ - 初回盤には、2009年5月29日の赤坂BLITZの公演からライブ映像5曲を収録したDVDが付加 - 大塚製薬POCARI SWEAT presents 日本テレビ系列全国27局ネット番組『ブカツの天使』6・7月度テーマソング - 日本テレビ放送網系『サプライズ』内放送『がんばれ!ブカツの天使』6・7月度テーマソング - オリコン最高47位 |
| 3rd  | 2010年7月1日   | ドリルドリル   | デジタル・ダウンロード | AVCS-13187（ライブ会場限定盤） | - 着うた・着うたフル・PC（オフィシャルサイト）でのフリーダウンロード - ソニー・エリクソン・モバイルコミュニケーションズ×MTV「Transform Your Xperia」CMソング - ドリルドリル release live『3→4→2』にてCD盤（1曲のみ収録）を会場限定で無料配布                                                                              |
| 4th  | 2010年8月18日  | バランス       | 12cmCD                 | AVC1-36024                     | - タワーレコード限定販売 1. バランス - メ〜テレ『キングコングのあるコトないコト』8月度エンディング曲 2. Quartette Parade Live Mix |
| 5th  | 2011年5月1日   | Flowers        | デジタル・ダウンロード | -                              | - mail news会員限定のフリーダウンロード |
| 6th  | 2012年11月14日 | knock to me    | デジタル・ダウンロード | -                              | - 着うた・着うたフル・PC（iTunes） - ライブ会場ではカップリングに「LION」が入ったシングルを限定発売 |
| 7th  | 2014年1月22日  | Wait?          | デジタル・ダウンロード | -                              | - 着うた・着うたフル・PC（iTunes） - ライブ会場でシングルを限定発売 |
| 8th  | 2014年4月30日  | RAINBOW        | 12cmCD                 | AZCS-2034                      | - TBS系アニメ「ブレイドアンドソウル」エンディングテーマ - オリコン最高52位 |
| 9th  | 2015年6月17日  | Strike a Bell  | CD+DVD                 | AZZS-35（初回盤）              | - オリコン最高51位 |
| 9th  | 2015年6月17日  | Strike a Bell  | 12cmCD                 | AZCS-2046（通常盤）            | - オリコン最高51位 |
| 10th | 2016年1月29日  | end-end        | 12cmCD                 | AZNT-21                        | |
|      | 2017年11月21日 | 一秒のあいだ   | デジタル・ダウンロード |                                | OORONG MANAGEMENT |
|      | 2018年5月16日  | 命短し挑めよ己 | デジタル・ダウンロード |                                | OORONG MANAGEMENT |
|      | 2021年3月28日  | 潔癖症         | デジタル・ダウンロード |                                | LAIKA |
|      | 2021年8月25日  | 愛を食べた     | デジタル・ダウンロード |                                | LAIKA |
|      | 2022年12月14日 | bubble         | デジタル・ダウンロード |                                | 日本クラウン |

### アルバム
|                        | 発売日         | タイトル                                              | 規格   | 規格品番     | 備考 |
| ---------------------- | -------------- | ----------------------------------------------------- | ------ | ------------ | --- |
| 1st mini album         | 2008年6月11日  | Tuesday and Thursday                                  | 12cmCD | XQEV-1001    | 初回プレス盤特殊ケース仕様 オリコン最高58位、登場回数4回 |
| 1st full album         | 2009年1月28日  | Quartette Parade                                      | 12cmCD | AVCO-36002   | 初回限定特殊仕様 オリコン最高28位、登場回数6回 |
| 2nd full album         | 2010年9月1日   | Mother ship                                           | CD+DVD | AVCO-36045/B | DVDには、2009年5月29日の赤坂BLITZ、2009年10月19日のSHIBUYA-AX、2010年7月1日の渋谷CLUB QUATTOROのそれぞれの公演のライブ映像を収録。 オリコン最高33位、登場回数3回                                          |
| 2nd full album         | 2010年9月1日   | Mother ship                                           | 12cmCD | AVCO-36046   | DVDには、2009年5月29日の赤坂BLITZ、2009年10月19日のSHIBUYA-AX、2010年7月1日の渋谷CLUB QUATTOROのそれぞれの公演のライブ映像を収録。 オリコン最高33位、登場回数3回                                          |
| STUDIO LIVE mini album | 2011年11月16日 | for Flowers                                           | 12cmCD | AVC1-36069   | TOWER RECORDS限定 1. Flowers 2. nice to 3. FROM 12 TO 4 4. Fo(u)r rockstars 5. ダーリン 6. Ray 7. space dive                                                                                              |
| 3rd full album         | 2011年12月7日  | Re:Union                                              | CD+DVD | AVCO-36067/B | DVDには、2011年9月8日のUstreamにて配信されたstdio liveの映像(10曲)と「正常な狂気」「Re:Union」のPVを収録。Re:Union tour 2012 チケット先行予約情報封入。TOWER RECORDS限定ステッカーあり。 オリコン最高69位 |
| 3rd full album         | 2011年12月7日  | Re:Union                                              | 12cmCD | AVCO-36068   | DVDには、2011年9月8日のUstreamにて配信されたstdio liveの映像(10曲)と「正常な狂気」「Re:Union」のPVを収録。Re:Union tour 2012 チケット先行予約情報封入。TOWER RECORDS限定ステッカーあり。 オリコン最高69位 |
| 4th full album         | 2014年10月22日 | NEW WORLD                                             | CD+DVD | AZZS-27      | DVDには、2014年1月24日に行われたライブの模様と収録している12曲をイメージしたビデオを収録。 オリコン最高33位                                                                                               |
| 4th full album         | 2014年10月22日 | NEW WORLD                                             | 12cmCD | AZCS-1036    | DVDには、2014年1月24日に行われたライブの模様と収録している12曲をイメージしたビデオを収録。 オリコン最高33位                                                                                               |
| Best album             | 2016年6月22日  | Lovers,Birthday,Music                                 | CD+DVD | AZZS-46      | オリコン最高40位 |
| Best album             | 2016年6月22日  | Lovers,Birthday,Music                                 | 12cmCD | AZCS-1058    | オリコン最高40位 |
| 5th full album         | 2017年3月28日  | 心臓の居場所                                          | CD+DVD | AZZS-60      | オリコン最高41位 |
| 5th full album         | 2017年3月28日  | 心臓の居場所                                          | 12cmCD | AZCS-1065    | オリコン最高41位 |
| 6th full album         | 2019年4月17日  | KEITH                                                 | 配信   |              | |
| 7th full album         | 2020年9月16日  | 気配                                                  | 配信   |              | |
| 8th full album         | 2022年3月16日  | kolu_kokolu                                           | 12cmCD | CRCP-40639   | 初回限定盤は2021年8月に行われた渋谷CLUB QUATTROでのライブ音源15曲を含めた2枚組(CRCP-40637/CRCP-40638)、メンバー3人のソロ・ロングインタビュー(44Pブックレット)を収録。                                     |
| live album             | 2022年12月14日 | LEGO BIG MORL 15th anniversary SPECIAL LIVE in なんば |        |              | |

## ミュージックビデオ
| 公開日     | 監督            | 曲名                       | 備考                               |
| ---------- | --------------- | -------------------------- | ---------------------------------- |
| 2008年     | 袴田晃司        | dim                        |                                    |
| 2008年     | 名取哲          | ワープ                     |                                    |
| 2008年     | 井上哲央        | Ray                        |                                    |
| 2009年     | 井上哲央        | 溢れる                     |                                    |
| 2010年     | 袴田晃司        | ドリルドリル               |                                    |
| 2010年     | バランス        |                            |                                    |
| 2011/04/27 |                 | Flowers                    |                                    |
| 2011/11/01 | Kent Takahashi  | 正常な狂気                 |                                    |
| 2011/11/24 | Kent Takahashi  | Re:Union                   |                                    |
| 2012/11/20 | 白鴨通信        | knock to me                | メンバー四人がカメラマンとして参加 |
| 2014/01/17 | 稲垣哲朗        | Wait?                      |                                    |
| 2014/04/11 | 稲垣哲朗        | RAINBOW                    |                                    |
| 2014/08/18 | 瀧澤雅敏        | Spark in the end           |                                    |
| 2014/08/19 | Tyler           | Noticed?                   |                                    |
| 2014/11/01 | 瀧澤雅敏        | Rise and Set               |                                    |
| 2015/05/16 | 中村浩紀        | Strike a Bell              |                                    |
| 2016/03/18 | 藤代雄一朗      | end-end                    |                                    |
| 2016/06/10 | 大野敏嗣        | Blue Birds Story           |                                    |
| 2017/03/10 | 井上哲央        | あなたがいればいいのに     | 出演:吉沢亮, 杉本知佳              |
| 2019/04/15 |                 | ただそこにある             |                                    |
| 2020/08/26 | 稲垣哲朗        | 火のない所の煙が僕さ       |                                    |
| 2020/09/16 | 稲垣哲朗        | 気配                       |                                    |
| 2021/03/28 |                 | 潔癖症                     |                                    |
| 2021/08/25 | Ryoma Matsumoto | 愛を食べた                 |                                    |
| 2022/03/09 | Wataru Yokoyama | 心とは~kolu_kokolu~        |                                    |
| 2022/03/21 | 水野那央貴      | ラブソングを聴いてしまった |                                    |
| 2022/12/20 | 水野那央貴      | bubble                     | 出演：MASAKIMEN、タジマ レイ       |

## タイアップ一覧
| 使用年        | 曲名                       | タイアップ                                                                                         |
| ------------- | -------------------------- | -------------------------------------------------------------------------------------------------- |
| lego big morl |                            | |
| 2008年        | Ray                        | フジテレビ系 土曜ドラマ『赤い糸』挿入歌                                                            |
| 2008年        | Ray                        | 松竹配給映画『赤い糸』挿入歌                                                                       |
| 2009年        | 溢れる                     | 大塚製薬POCARI SWEAT presents 日本テレビ系列全国27局ネット番組『ブカツの天使』6・7月度テーマソング |
| 2009年        | 溢れる                     | 日本テレビ系『サプライズ』内放送『がんばれ!ブカツの天使』6・7月度テーマソング                      |
| 2010年        | ドリルドリル               | ソニー・エリクソン・モバイルコミュニケーションズ×MTV「Transform Your Xperia」CMソング              |
| 2010年        | バランス                   | メ〜テレ『キングコングのあるコトないコト』8月度エンディングテーマ                                  |
| LEGO BIG MORL |                            | |
| 2014年        | RAINBOW                    | TBS系アニメ『ブレイドアンドソウル』エンディングテーマ                                              |
| 2014年        | Spark in the end           | TOKYO MX『夏木スタイル One of Love』10月度エンディングテーマ                                       |
| 2015年        | Strike a Bell              | テレビ朝日系『musicる TV』6月度エンディングテーマ                                                  |
| 2017年        | One more time              | SAKURA internet 創業20周年記念アニメーション                                                       |
| 2017年        | 君の涙を誰が笑えるだろうか | J SPORTS『J SPORTS STADIUM2017』中継テーマソング                                                   |
| 2017年        | end-end                    | チバテレ『シャキット!』3月度エンディングテーマ                                                     |
| 2017年        | 未来                       | 札幌テレビ『熱烈!ホットサンド!』3・4月のエンドテーマ                                               |
| 2017年        | 一秒のあいだ               | AMGエンタテインメント配給映画『デメキン』主題歌                                                    |
| 2018年        | 未来                       | BACK ATTACKERS 舞台『円盤』イメージソング                                                          |
| 2020年        | 気配                       | 長崎国際テレビ『AIR』10月度オープニングテーマ                                                      |
| 2023年        | bubble                     | テレビ岩手『ねだらX』1月オープニングテーマ                                                         |

### インタビュー
- Skream!(2009年)
- hotexpress(2011年)
- ナタリー(2011年)
- barks(2014年)
- OKMusic(2014年)
- EMTG MUSIC(2014年)
- excitemusic(2014年)